# Метличино (Білоруцька сільська рада)
Метличино (біл. вёска Мятлічына) — село в складі Логойського району Мінської області, Білорусь. Село підпорядковане Білоруцькій сільській раді, розташоване в північній частині області.